# Großer Bettelwurf
Großer Bettelwurf är en bergstopp i Österrike.   Den ligger i distriktet Innsbruck-Land och förbundslandet Tyrolen, i den västra delen av landet, 400 km väster om huvudstaden Wien. Toppen på Großer Bettelwurf är 2 726 meter över havet.
Terrängen runt Großer Bettelwurf är bergig åt nordväst, men åt sydost är den kuperad. Runt Großer Bettelwurf är det ganska tätbefolkat, med 80 invånare per kvadratkilometer.. Närmaste större samhälle är Innsbruck, 13,1 km sydväst om Großer Bettelwurf. 
I omgivningarna runt Großer Bettelwurf växer i huvudsak blandskog.